# Leptogorgia dichotoma
Leptogorgia dichotoma is een zachte koraalsoort uit de familie Gorgoniidae. De koraalsoort komt uit het geslacht Leptogorgia. Leptogorgia dichotoma werd in 1870 voor het eerst wetenschappelijk beschreven door Verrill. 